# Rihwa
Rihwa（リファ、本名：朴 梨華（パク・リファ、박 리화）、1989年10月4日 - ）は、女性シンガーソングライター、YouTuber。

## 略歴
北海道札幌市出身（国籍は韓国で、在日韓国人四世）、東京都在住。中学校卒業まで札幌で過ごす。中学校卒業後はカナダ・ベルビルに留学し、当地で高校生活を送る。
高校卒業後、日本に戻る。2009年（平成21年）より札幌を中心にライブ活動を始める。2010年（平成22年）5月18日に初のシングル「private#1」をリリースし、それを皮切りに「privateシリーズ」として3枚のシングルをリリースする。2012年（平成24年）1月、「privateシリーズの集大成」としてアルバム「private#0」をリリースし、同月、活動拠点を札幌から東京に移す。
2012年4月20日、トイズファクトリーからメジャー・デビューすることを発表。同年7月11日、シングル「CHANGE」をリリースし、メジャー・デビューを果たす。
2013年（平成25年）、3rdシングル「モンスターのかくれんぼ/GOOD LOVE with Michelle Branch」をリリース。「GOOD LOVE with Michelle Branch」では、作詞作曲したミシェル・ブランチとコラボレート。カナダの高校留学時代には、ボーカルのクラスで彼女の「All you wanted」を自ら選んで歌のテストに参加したこともある。
2014年（平成26年）、5thシングル「春風」がフジテレビ系のドラマ「僕のいた時間」に起用される。
2015年（平成27年）、シンガーソングライター高橋優の「明日はきっといい日になる」をカバーして配信。
2017年（平成29年）、声帯ポリープの摘出手術のため、2月末から約3ヶ月間休業。この年初めて髪型をショートヘアにし、7月11日にメジャーデビュー5周年を迎えた。9月、「ミチシルベ」を発売し、この曲が同月23日に公開された映画『ユリゴコロ』の主題歌に採用された。
2018年（平成30年）、北海道テレビ放送の開局50周年記念テーマソング「ハイタッチ（Rihwa ver.)」が制作された。
2019年（平成31年）2月、北海道の民放5局とNHK札幌放送局による共同キャンペーン『One Hokkaido Project』のキャンペーンソングに参加。
2019年（令和元年）6月、熊井友理奈、大場英治、岡村帆奈美、等tvk出演者と共に神奈川県 ZEHアンバサダーとして、 広報活動をする。
2020年（令和2年）4月、北海道観光応援大使になる。同年8月、所属していたアミューズとの専属マネジメント契約満了を発表。
2023年（令和5年）4月より1年間限定で、4人組ガールズキャンプユニット "Sunny Side Camp"を結成。同年9月、前月を以って所属事務所から独立したことを発表。
2025年3月6日、体調不良が続いていることから療養に専念するため活動を休止することを発表。2025年4月、声帯結節の切除手術を行った。

## 音楽性
高校2年のとき、クラスのイベントでケリー・クラークソンの「ビコーズ・オブ・ユー」を歌ったことがきっかけで、歌手になることを志した。それまでは本人曰く「音楽はただのBGMとしか捉えていなかった」が、中学生のときに親に買ってもらったウクレレは気に入って弾いていたという。
歌唱に関しては、アコースティック・ギターによる弾き語りというスタイルを取っている。また自身の音楽についてはカントリー・ミュージックの影響を受けていると発言しており、好きなカントリーアーティストとしてシェリル・クロウやディクシー・チックス、ケリー・クラークソン、ガース・ブルックス、テイラー・スウィフト、アヴリル・ラヴィーンを挙げている。高校の3年間をカナダで過ごしたため、街中に流れていたカントリーが自然と身体に染み込んだという。なかでも、 シェリル・クロウを最も尊敬するアーティストとして挙げている。

## 作品

### シングル
|              | 発売日        | タイトル                                              | 規格         | 規格品番     | 最高位 オリコン   |
| インディーズ | インディーズ  | インディーズ                                          | インディーズ | インディーズ | インディーズ      |
| ------------ | ------------- | ----------------------------------------------------- | ------------ | ------------ | ----------------- |
| 1st          | 2010年5月18日 | private#1                                             | 12cm CD      |              | （500枚限定発売） |
| 2nd          | 2010年12月8日 | private#2                                             | 12cm CD      | QUINTE-002   | -                 |
| 3rd          | 2011年6月8日  | private#3                                             | 12cm CD      | QUINTE-003   | -                 |
| 4th          | 2019年9月28日 | Love Today!                                           | 12cm CD      | QUINTE-005   | -                 |
| メジャー     |               |                                                       |              |              |                   |
| 1st          | 2012年7月11日 | CHANGE                                                | 12cmCD       | TFCC-89384   | 68位              |
| 2nd          | 2012年10月3日 | 約束                                                  | 12cmCD       | TFCC-89397   | 14位              |
| 3rd          | 2013年2月20日 | モンスターのかくれんぼ GOOD LOVE with Michelle Branch | 12cmCD       | TFCC-89422   | 80位              |
| 4th          | 2013年6月5日  | Last Love                                             | 12cmCD       | TFCC-89430   | 13位              |
| 5th          | 2014年2月26日 | 春風                                                  | CD+DVD       | TFCC-89479   | 7位               |
| 5th          | 2014年2月26日 | 春風                                                  | 12cmCD       | TFCC-89480   | 7位               |
| 6th          | 2015年1月21日 | Snowing Day                                           | CD+DVD       | TFCC-89528   | 22位              |
| 6th          | 2015年1月21日 | Snowing Day                                           | 12cmCD       | TFCC-89529   | 22位              |
| 7th          | 2015年7月8日  | TO: Summer                                            | CD+CD        | TFCC-89551   | 24位              |
| 7th          | 2015年7月8日  | TO: Summer                                            | 12cmCD       | TFCC-89552   | 24位              |
| 8th          | 2016年1月1日  | 明日はきっといい日になる                              | 12cmCD       | TFCC-89579   | 20位              |
| 9th          | 2017年9月20日 | ミチシルベ                                            | 12cmCD       | TFCC-89626   | 82位              |
| 10th         | 2018年9月26日 | MY LIFE IS BEAUTIFUL 〜1パイントの勇気〜/Sun Comes Up | CD+DVD       | TFCC-89657   | 85位              |
| 10th         | 2018年9月26日 | MY LIFE IS BEAUTIFUL 〜1パイントの勇気〜/Sun Comes Up | 12cmCD       | TFCC-89658   | 85位              |

### 配信限定シングル
| 発売日         | タイトル                                                   | 規格                   | レーベル           |
| -------------- | ---------------------------------------------------------- | ---------------------- | ------------------ |
| 2014年7月1日   | シュークリーム                                             | デジタル・ダウンロード | トイズファクトリー |
| 2015年4月1日   | Bestie                                                     | デジタル・ダウンロード | トイズファクトリー |
| 2015年9月10日  | 明日はきっといい日になる                                   | デジタル・ダウンロード | トイズファクトリー |
| 2016年3月16日  | ありがとう、出会ってくれて                                 | デジタル・ダウンロード | トイズファクトリー |
| 2016年7月6日   | くじら                                                     | デジタル・ダウンロード | トイズファクトリー |
| 2016年7月20日  | フレ!                                                      | デジタル・ダウンロード | トイズファクトリー |
| 2016年8月3日   | Having a Good Time                                         | デジタル・ダウンロード | トイズファクトリー |
| 2018年3月24日  | ハイタッチ (Rihwa ver.) / Rihwa&寺久保エレナ               | デジタル・ダウンロード | Yumechika Records  |
| 2018年3月28日  | Swing Swing♪                                               | デジタル・ダウンロード | トイズファクトリー |
| 2019年3月1日   | 一秒                                                       | デジタル・ダウンロード | トイズファクトリー |
| 2020年7月24日  | 最高だよ！ Yeah！！ / 瀬川あやか,Rihwa                     | デジタル・ダウンロード | HOKKEnoHIRAKI      |
| 2022年7月1日   | Suddenly I see                                             | デジタル・ダウンロード | Denen Records      |
| 2022年7月1日   | Wisdom                                                     | デジタル・ダウンロード | Denen Records      |
| 2023年11月17日 | Hey Ho Hey                                                 | デジタル・ダウンロード | Tacticart Artists  |
| 2024年2月14日  | 春風 (Orchestra Ver.) / Rihwa & タクティカートオーケストラ | デジタル・ダウンロード | Tacticart Artists  |
| 2024年7月5日   | GO GIRL                                                    | デジタル・ダウンロード | Tacticart Artists  |
| 2024年7月16日  | Primary                                                    | デジタル・ダウンロード | Tacticart Artists  |
| 2024年7月30日  | Good is Good                                               | デジタル・ダウンロード | Tacticart Artists  |
| 2024年8月13日  | Bellevilleの青い部屋                                       | デジタル・ダウンロード | Tacticart Artists  |
| 2024年8月27日  | 新婦の隣                                                   | デジタル・ダウンロード | Tacticart Artists  |

### アルバム
|              | 発売日         | タイトル     | 規格         | 規格品番     | 最高順位     |
| インディーズ | インディーズ   | インディーズ | インディーズ | インディーズ | インディーズ |
| ------------ | -------------- | ------------ | ------------ | ------------ | ------------ |
| 1st          | 2012年1月1日   | private#0    | CD           | QUINTE-004   | -            |
| メジャー     |                |              |              |              |              |
| 1st          | 2014年4月2日   | BORDERLESS   | CD+DVD       | TFCC-86464   | 10位         |
| 1st          | 2014年4月2日   | BORDERLESS   | 12cmCD       | TFCC-86465   | 10位         |
| 2nd          | 2018年10月31日 | WILD INSIDE  | CD+DVD       | TFCC-86645   | 50位         |
| 2nd          | 2018年10月31日 | WILD INSIDE  | 12cmCD       | TFCC-86646   | 50位         |
| 3rd          | 2020年1月22日  | WHO YOU R    | CD+DVD       | ASCU-6106    | 82位         |
| 3rd          | 2020年1月22日  | WHO YOU R    | 12cmCD       | ASCU-6107    | 82位         |
| 4th          | 2024年9月10日  | NOSTALGIA    | 12cmCD       | TAC-0010     |              |

### ベストアルバム
|          | 発売日        | タイトル          | 規格     | 規格品番   | 最高順位 |
| メジャー | メジャー      | メジャー          | メジャー | メジャー   | メジャー |
| -------- | ------------- | ----------------- | -------- | ---------- | -------- |
| 1st      | 2017年7月12日 | Rihwa The Singles | CD+DVD   | TFCC-86592 | 37位     |
| 1st      | 2017年7月12日 | Rihwa The Singles | 12cmCD   | TFCC-86593 | 37位     |

### デビュー10周年EP
| 発売日        | タイトル      |
| Denen Records | Denen Records |
| ------------- | ------------- |
| 2022年7月11日 | The Legacy    |

### ライブビデオ
|          | 発売日        | タイトル                   | 規格     | 規格品番   | 最高順位 |
| メジャー | メジャー      | メジャー                   | メジャー | メジャー   | メジャー |
| -------- | ------------- | -------------------------- | -------- | ---------- | -------- |
| 1st      | 2014年9月24日 | Rihwa BORDERLESS TOUR 2014 | DVD      | TFBQ-18158 | 67位     |

### 参加作品
| 発売日         | タイトル                                                     | 規格品番 | 収録曲                                                       | 備考                                             |
| -------------- | ------------------------------------------------------------ | -------- | ------------------------------------------------------------ | ------------------------------------------------ |
| 2014年12月24日 | ［Alexandros］SPACE SHOWER TV presents Welcome! [Alexandros] | RX-096   | 14.「Oblivion」 原曲:[Alexandros] / ゲストアーティスト:Rihwa | RX-RECORDS/UK.PROJECT                            |
| 2019年2月20日  | 私たちの道                                                   |          | 1.「私たちの道」                                             | デジタル配信2019年2月20日 CDシングル2019年3月6日 |

## タイアップ
| 楽曲                     | タイアップ                                                                                   |
| ------------------------ | -------------------------------------------------------------------------------------------- |
| Tell me what you want    | 北海道テレビ『おにぎりあたためますか』21代目エンディング・テーマ                             |
| Tell me what you want    | 北海道テレビ『夢チカ18』2011年7月度エンディング・テーマ                                      |
| CHANGE                   | テレビ神奈川 『saku saku』 2012年6月度エンディング・テーマ                                   |
| S.O.S                    | 雑誌『sweet』2012年7月号TVCMソング                                                           |
| 約束                     | 映画『劇場版 TIGER & BUNNY -The Beginning-』挿入歌                                           |
| Don't be afraid!         | 日本テレビ 『イブニングプレス donna』 オープニングテーマソング                               |
| Last Love                | フジテレビ系『ラスト♡シンデレラ』挿入歌                                                      |
| 春風                     | フジテレビ系『僕のいた時間』主題歌                                                           |
| Lovely Country           | ファッションサイト『TREND-H』CMソング                                                        |
| CREATURE                 | 奈良テレビ『高校野球ハイライト ドラマティックナイン』2014年度オープニングテーマ              |
| TO: Summer               | TBS系『王様のブランチ』2015年6・7月度エンディングテーマ                                      |
| 明日はきっといい日になる | ダイハツ工業「キャスト スタイル」CMソング                                                    |
| Having a Good Time       | 日本中央競馬会「JRA札幌競馬場2016」CMソング                                                  |
| THE GATE                 | 日本中央競馬会「JRA札幌競馬場2017」CMソング                                                  |
| くじら                   | 金車大塚『ポカリスエット イオンウォーター』漏水篇 CMソング(台湾)                             |
| ミチシルベ               | 映画『ユリゴコロ』主題歌                                                                     |
| ハイタッチ（Rihwa ver.)  | 北海道テレビ開局50周年記念テーマソング 北海道テレビ連続ドラマ『チャンネルはそのまま!』主題歌 |

## ミュージックビデオ
| 監督              | 曲名                                                                                                   |
| ----------------- | --- |
| 亀渕裕 / 鈴木智之 | 「CHANGE」「Last Love」「Tell me what you want」「カラフル」「モンスターのかくれんぼ」「春風」「約束」 |
| 月川翔            | 「シュークリーム」                                                                                     |
| 不明              | 「可愛いおねがい」                                                                                     |

### 参加作品
- One Hokkaido Project「私たちの道」（2019年）[47]

## 出演

### テレビ
- saku saku（2016年4月 - 2017年3月、テレビ神奈川）[48]
- キラキラ（2018年1月15日 - 18日、北海道テレビ放送）
- スマイルすきっぷ〜明日の元気をフルチャージ!〜（2018年10月26日、TBSテレビ）
- チャンネルはそのまま!（2019年、北海道テレビ放送） - カメオ出演

### ラジオ
- Rihwa Private #Notes（2012年6月2日 - 2013年5月25日、FM NORTH WAVE）[49]
- RihwaのオールナイトニッポンR（2013年5月25日、2014年4月5日、ニッポン放送）[50]
- Rihwa Hidey-Ho!!（2016年4月3日 - 、FM NORTH WAVE） - 毎週火曜22:00 - 23:00[51]
- D-tunes（2018年11月4日 - 2022年3月27日、STVラジオ） - 月1回出演[52]

### その他
- 札幌市円山動物園 PR大使（2021年）[53]